# وداد بن طلحة
الوداد الرياضي لبن طلحة (المعروف باسم WR بن طلحة أو ببساطة الصفرا هو نادٍ جزائري لكرة القدم في الرابطة الجزائرية الثانية لكرة القدم ومقره في بن طلحة. تأسس النادي عام 1979.

## تاريخ
حقق الوداد انضمامًا تاريخيًا في عام 2008 إلى القسم الثاني، ثم تميز بالمركز 11 من أصل 17 في موسمه الأول، ثم 12 من 18 في العام التالي، ولكن مع ظهور الاحتراف ونقص الإمكانيات، لم يُقبل ملف النادي، لذلك خفضت رابطة كرة القدم المحترفة رتبة الوداد إلى الرابطة الوطنية لكرة القدم هواة (القسم الثالث).